# The Whole Truth (serie televisiva)
The Whole Truth è una serie televisiva statunitense prodotta nel 2010.
La serie è stata trasmessa in prima visione negli Stati Uniti da ABC dal 22 settembre al 1º dicembre 2010. Il 4 gennaio 2011 il Network ABC ha ufficialmente cancellato la serie dopo una stagione e 13 episodi trasmessi per scarsi ascolti. In Italia è stata trasmessa in prima visione da Giallo a partire dal 17 marzo  al 9 giugno 2014.

## Trama
A New York City, Jimmy Brogan e Kathryn Peale risolvono casi legali raccontati dal punto di vista sia dell'accusa che della difesa.

## Episodi
| Stagione       | Episodi | Prima TV USA | Prima TV Italia |
| -------------- | ------- | ------------ | --------------- |
| Prima stagione | 13      | 2010         | 2014            |

## Personaggi e interpreti

### Personaggi principali
- Jimmy Brogan, (stagioni 1), interpretato da Rob Morrow.
- Kathryn Peale, (stagioni 1), interpretata da Maura Tierney.
- Sr. ADA Terrence Edgecomb, (stagioni 1), interpretato da Eamonn Walker.
- Chad Griffin, interpretato da Sean Wing.
- Alejo Salazar, interpretato da Anthony Ruivivar.
- Lena Boudreaux, interpretata da Christine Adams.